# 1757 en science
| Années de la science : 1754 - 1755 - 1756 - 1757 - 1758 - 1759 - 1760    |
| Décennies de la science : 1720 - 1730 - 1740 - 1750 - 1760 - 1770 - 1780 |

Cet article présente les faits marquants de l'année 1757 en science.

## Événements
- 10 mai : la Congrégation de l'Index omet dans la liste de l'Index les ouvrages relatifs à l'héliocentrisme, résolution approuvée le 11 mai par le pape Benoît XIV[1].

## Publications
- Leonhard Euler : Principes généraux de l'état d’équilibre des fluides publié dans les Mémoires de l'académie des sciences de Berlin. Il présente ses travaux sur la mécanique des fluides avec ce qui est aujourd'hui appelé « équation d'Euler d'un fluide parfait »[2].
- Nicolas-Louis de Lacaille : Astronomiae fundamenta, contenant un catalogue de 398 étoiles.
- Anne Claude de Caylus : Recueil des Antiquités égyptiennes, étrusques, grecques et romaines.
- Albrecht von Haller : Elementa physiologiae corporis humani, Lausanne et Berne. Huit tomes publiés de  1757 à 1766.

## Prix
- Médailles de la Royal Society
  - Médaille Copley : Charles Cavendish

## Naissances
- 3 février :

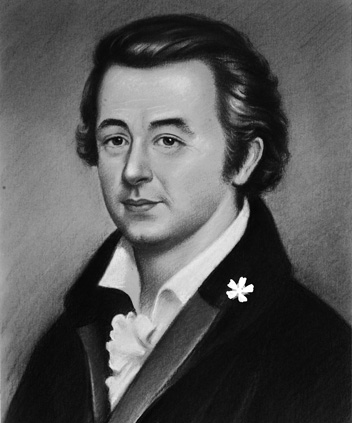
Pál Kitaibel

  - Pál Kitaibel (mort en 1817), botaniste et chimiste hongrois.
  - Volney (mort en 1820), philosophe et orientaliste français.
- 18 mars : François-Hilaire Gilbert (mort en 1800, vétérinaire. français.
- 25 avril : Johann Tobias Lowitz (mort en 1804), chimiste allemand.
- 18 mai : Karl Christian von Langsdorf (mort en 1834), mathématicien, géologue, biologiste et ingénieur allemand.
- 5 juin : Pierre Jean Georges Cabanis (mort en 1808), médecin, physiologiste et philosophe français.
- 4 septembre : Jean-Baptiste Rougier de la Bergerie (mort en 1836), agronome et homme politique français[3].
- 16 septembre : Léonor Mérimée (mort en 1836), littérateur, peintre et chimiste.
- 15 novembre : Heinrich Christian Friedrich Schumacher (mort en 1830), médecin et naturaliste allemand.

## Décès

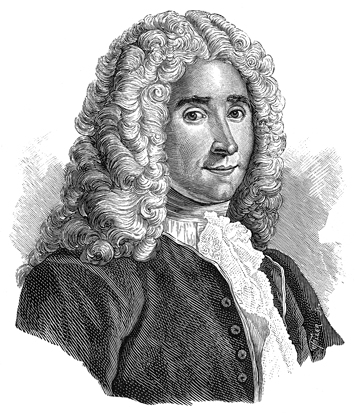
René-Antoine Ferchault de Réaumur

- 9 janvier : Kurushima Kinai, mathématicien japonais.
- 21 août : Samuel König (né en 1712), mathématicien allemand.
- 28 août : David Hartley (né en 1705), philosophe et psychologue anglais.
- 17 octobre : René-Antoine Ferchault de Réaumur (né en 1683), physicien français.
- 27 novembre : Pierre Lemonnier (né en 1675), philosophe et mathématicien français.